# Луиза Меј Алкот
Луиза Меј Алкот (енгл. Louisa May Alcott; Џермантаун, 29. новембар 1832 — Бостон, 6. март 1888) била је америчка књижевницаи најпродаванији амерички романописац крајем 19. века. Њено најпознатије дело роман „Девојчице“ (Little Women) убраја се у америчке класике и данас остаје популарно.
Одрасла је у трансценденталистичким круговима у Бостону у и Конкорду, као кћерка реформатора Бросона Алкота. Као ватрени аболициониста, била је добровољна болничарка у Америчком грађанском рату. Током тог периода је оболела од тифуса који јој је трајно нарушио здравље, али истовремено се почела бавити писањем како би помогла мајци и сестрама. Прво значајније дело које је објавила је сажето од писама, под називом „Болничке цртице“ (1863).
Успех аутобиографског дела „Девојчице“ (Little Women) из 1868–69, омогућио јој је угодан живот. Остала њена дела: „Девојчице расту“ (Good Wives) из 1870, „Дечаци“ (Little Men) из 1871. и „Деца госпође Џо“ (Jo's Boys) из 1886. се такође заснивају на њеним педагошким искуствима.

## Биографија
Луиза Меј Алкот је рођена 29. новембра 1832. године у Џорџтауну, у Пенсилванији. Од детињства била је у додиру са књижевношћу, будући да су писци Ралф Волдо Емерсон и Хенри Дејвид Торо били њихови кућни пријатељи. До 1848. године школовала се неформално, уз њихову помоћ, и под надзором свог оца, Амоса Бронсона Алкота. Од своје 18. године, Луиза је, између осталог, радила као слушкиња и учитељица, боравећи у Бостону и Конкорду, како би помогла у издржавању своје породице. Године 1862, по избијању Америчког грађанског рата отишла је у Вашингтон како би се запослила као медицинска сестра.
Луиза је писала под различитим псеудонима, а своје име је почела да користи тек када је била спремна да се посвети писању. Као Флора Ферфилд је објављивала песме, кратке приче, трилере и приче за децу од 1851. године. Од 1862, такође је писала као А. М. Бернард, и неке од њених мелодрама су били изведени у позориштима у Бостону.
Захваљујући делу „Девојчице“постала је финансијски независна и то је утицало да се настави професионално бави писањем. Крајем 19. века, Алкотова постаје најбоље продаван амерички романописац. Међутим, када је објавила дело „Болничке цртице“ 1863. године, у коме је представила своје виђење текућег рата и искуства које је стекла као медицинска сестра, одлучила је да ће се посветити писању. Тада престаје да користи псеудониме и објављује приче у угледним часописима, попут Atlantic Monthly и Lady's Companion, а пре него што је постала уредница женског часописа Merry's Museum, направила је краћи излет по Европи 1865. године.
Умрла је у Бостону, 1888. године.

## Дела
Луиза Меј Алкот је написала роман о четири девојчице Мерч (Маргарет, Џозефина, Еми и Елизабет), које са мајком, без оца, који је био на фронту, проживљавају тешке тренутке оскудице и сналажења, повезане дирљивим везама у настојању да задрже храброст и самопоштовање. Роман је у великој мери аутобиографски и осликава период од једне године, од Божића до Божића, у којем девојчице кроз свакодневни живот учења, послова у кући, пријатељства са дечаком Лоријем, балова, прослава, невоља, љубави и маштања одрастају и сазревају схватајући да су највећа богатства она која се заснивају на најближима и према пријатељима. Написан у духу реализма са романтичарским тоновима, овај роман је по својој лепоти, топлини и познавању психологије девојчица и њиховог света, улази у ред класичних остварења књижевности за младе.
У следећа три дела се описује њихов даљи живот. У тим књигама оне постају одрасле и разумне особе и мајке, па се Луиза Меј поново окреће поново у роману „Дечаци“ у којем се описују догађаји и маштања њихове деце која одрастају и напуштају родитељски дом.
Након успеха књиге „Девојчице“, створила се већа потражња за њеним књигама, те је она у последњим годинама свог живота у континуитету издавала романе и кратке приче који су претежно били делови из њеног породичног живота, углавном намењени омладини. Међу остала њена најпознатија дела се убрајају „Девојчице расту“ (1869), „Дечаци“ (1871) и „Деца госпође Џо“ (1886). Алкотова се такође опробала и у романима за одрасле, те издала дела „Посао“ (1873) и „Савремен Мефистофелес“ (1877), мада нису постигли такав успех као остали радови.